# Электростатический разрядник (авиация)
Электростатический разрядник предназначен для снятия электростатического заряда с поверхности летательного аппарата в полёте.

## Причина применения

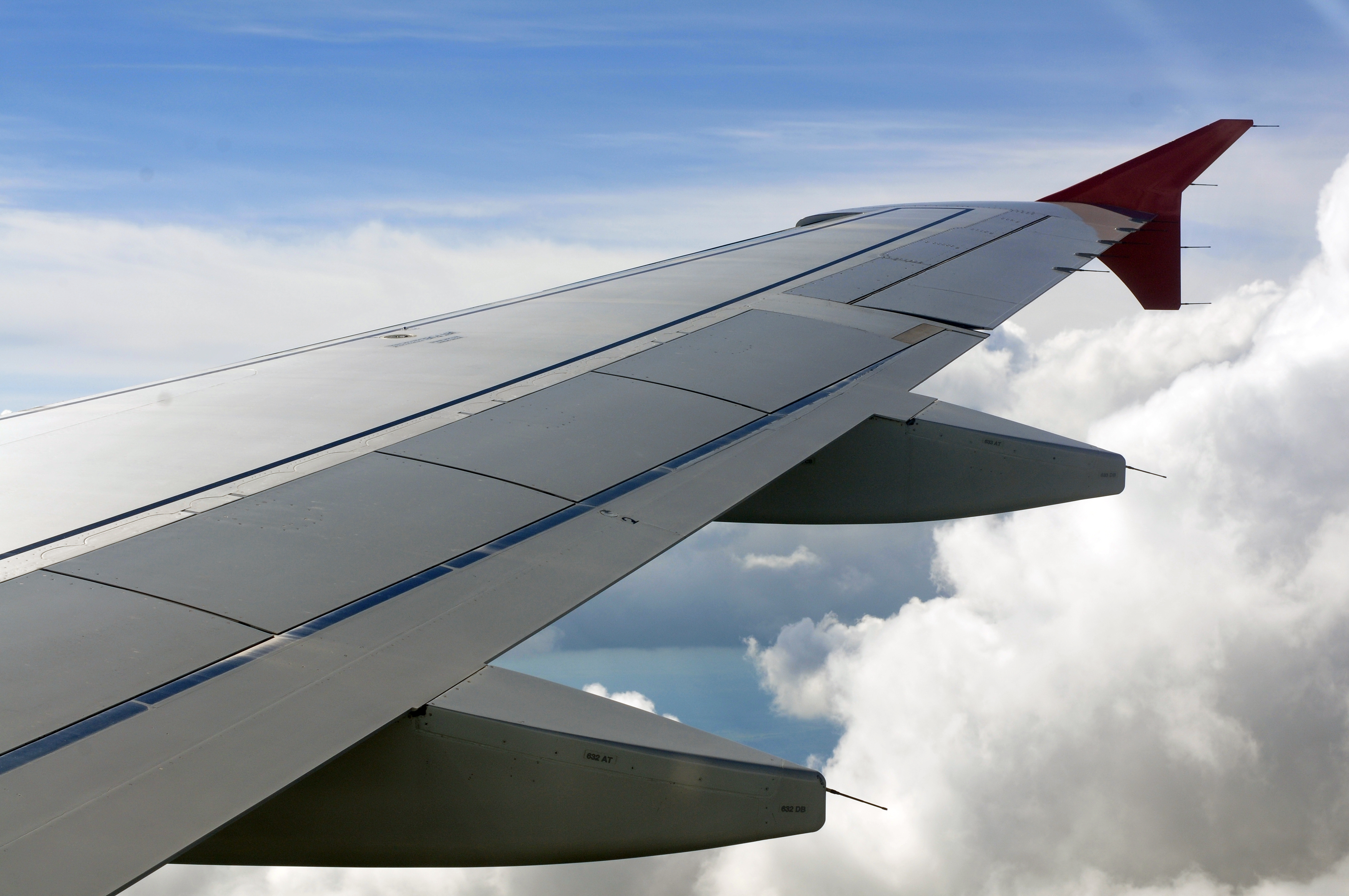
На задней кромке крыла хорошо видны 10 электростатических разрядников

Статическое электричество для летательных аппаратов представляет собой более чем серьёзную проблему, в настоящее время успешно решаемую.
Из-за трения о воздух на самолете в полёте набирается заряд 200 – 300 мкКл, поднимающий потенциал до 200–300 киловольт.
Когда шасси самолета приближаются к посадочной полосе, происходит электрический разряд на землю длиной около метра, чаще всего по поверхности резины колес. Его хорошо видно в темноте.
Накапливающееся в полёте статическое электричество значительно ухудшает работу радиосвязного оборудования (вплоть до полной потери слышимости), приводит к сбоям в работе цифровой аппаратуры, а при значительных потенциалах вызывает физические повреждения бортовой электроники. После посадки летательного аппарата статический заряд вполне способен убить человека.

## Виды
Для предотвращения негативного влияния статического электричества на летательных аппаратах установлены следующие средства защиты:
- Перемычки металлизации, соединяющие отдельные элементы конструкции самолета между собой и массой самолета.
- Разрядники, способствующие стеканию накопленного самолетом заряда статического электричества в атмосферу.
- Токосъемники на тележках шасси для снятия статического заряда при приземлении и на стоянке самолета.
- Стационарное заземление на стоянке.
- Резервное заземление на необорудованной стоянке.

На самолётах электростатические разрядники установлены группами на законцовках крыла, киля, стабилизатора, а также других выступающих частях конструкции планера.
На вертолётах основным источником статического напряжения являются двигатели и воздушный винт.  Вертолет типа «Си Кинг», зависший на высоте 18-20 м, будет иметь электростатический потенциал около 2 MB. Время заряда вертолета, емкость которого 550 пФ, составляет около 27 с. Электростатические разрядники на вертолётах, как правило, не применяются (но есть и исключения, например, на киле вертолёта Ми-26 такие разрядники установлены). При необходимости подцепки груза на внешнюю подвеску зависшего вертолёта тросом обязательно сначала касаются земли для снятия заряда, после чего его можно цеплять к грузу.

## Устройство
Разрядник содержит крепежный узел, изоляционный корпус с полостью на его рабочем торце и коронирующий электрод, выполненный в виде острия (или пучок электродов в виде проволочной метёлки).
Тело разрядника длиной 10 – 15 см представляет объемный резистор сопротивлением в 10 – 100 МОм.
На больших летательных аппаратах может быть установлено до полусотни разрядников.